# Álbuns de Lucero
A discografia de álbuns de Lucero, uma atriz, cantora e compositora mexicana, consiste em 26 álbuns de estúdio, cinco álbuns ao vivo, quatro coletâneas e um extended play (EPs). A artista iniciou sua carreira na década de 1980, apresentando programas televisivos. Dois anos depois, integrou o elenco do programa Chiquilladas. Sua carreira na área musical não tardou; aos treze anos, Lucero lançou o álbum Él, também conhecido como Te Prometo. Mais tarde, prosseguiu com outras cinco obras: Con Tan Pocos Años, Fuego y Ternura, Un Pedacito de Mí, Lucerito e Cuéntame.
Já na década de 1990, iniciou a transição do gênero pop latino para mariachi e ranchera e contabilizou mais oito álbuns de estúdio. Em 2000, lançou Mi Destino acompanhado pela telenovela Mi destino eres tú. Este, por sua vez, resultou no retorno de Lucero ao Festival de Viña del Mar, onde ela foi agraciada com a Gaviota de Plata. Até 2006, mais três trabalhos foram lançados, todos certificados ouro.
O início da década de 2010 marca uma mudança da cantora para os estilos electropop e dance-pop, notada no trabalho Indispensable (2010), porém os projetos seguintes expressam o retorno dos gêneros mariachi e ranchera, além do investimento no estilo banda sinaloense, outro tipo de música regional mexicana. Após Indispensable, mais sete álbuns foram lançados, sendo o mais recente Sólo Me Faltabas Tú, de 2019, marcando a continuidade da tendência do gênero banda sinaloense. Em 2020, lançou sua obra mais recente, 20y20, uma coletânea com vários gêneros e também algumas canções em português.

## Discografia

### Álbuns de estúdio
| Título                                                                                  | Informações                                                | Posição | Posição | Posição       | Posição          | Posição       | Certificações  |
| Título                                                                                  | Informações                                                | MÉX     | EUA 200 | EUA Latin Pop | EUA Regional Mex | EUA Top Latin | Certificações  |
| --------------------------------------------------------------------------------------- | ---------------------------------------------------------- | ------- | ------- | ------------- | ---------------- | ------------- | -------------- |
| Él (Te Prometo)                                                                         | - Lançamento: 1982 - Gravadora: Musart Records.            | —       | —       | —             | —                | —             | —              |
| Con Tan Pocos Años                                                                      | - Lançamento: 1984. - Gravadora: Musart Records.           | —       | —       | —             | —                | —             | —              |
| Fuego y Ternura                                                                         | - Lançamento: 1985. - Gravadora: Musart Records.           | —       | —       | —             | —                | —             | —              |
| Un Pedacito de Mí                                                                       | - *Lançamento: 1986. - Gravadora: Musart Records.          | —       | —       | —             | —                | —             | —              |
| Lucerito                                                                                | - Lançamento: 1988. - Gravadora: Melody Records.           | —       | —       | —             | —                | —             | —              |
| Cuéntame                                                                                | - Lançamento: 1989. - Gravadora: Melody Records.           | —       | —       | —             | —                | —             | —              |
| Con mi Sentimiento                                                                      | - Lançamento: 1990. - Gravadora: Melody Records.           | —       | —       | —             | 9                | —             | —              |
| Sólo Pienso en Ti                                                                       | - Lançamento: 1991. - Gravadora: Melody Records.           | —       | —       | 7             | —                | —             | —              |
| Lucero de México                                                                        | - Lançamento: 1992. - Gravadora: Melody Records.           | —       | —       | —             | 6                | 45            | —              |
| Lucero                                                                                  | - Lançamento: 1993. - Gravadora: Melody Records.           | —       | —       | 10            | —                | 19            | —              |
| ¡Cariño de mis Cariños!                                                                 | - Lançamento: 1994. - Gravadora: Melody Records.           | —       | —       | —             | 2                | 13            | —              |
| Siempre Contigo                                                                         | - Lançamento: 1994. - Gravadora: Melody Records.           | —       | —       | 15            | —                | —             | —              |
| Piel de Ángel                                                                           | - Lançamento: 1997. - Gravadora: Melody Records.           | —       | —       | 12            | —                | 28            | —              |
| Cerca de Ti                                                                             | - Lançamento: 1998. - Gravadora: Melody Records.           | —       | —       | —             | 12               | 29            | - MÉX: Platina |
| Mi Destino                                                                              | - Lançamento: 2000. - Gravadora: Sony Music Internacional. | —       | —       | —             | —                | —             | - MÉX: Ouro    |
| Un Nuevo Amor                                                                           | - Lançamento: 2002. - Gravadora: Sony Music Internacional. | —       | —       | —             | —                | —             | - MÉX: Ouro    |
| Cuándo Sale un Lucero                                                                   | - Lançamento: 2004. - Gravadora: EMI Music.                | —       | —       | —             | —                | —             | - MEX: Ouro    |
| Quiéreme Tal Como Soy                                                                   | - Lançamento: 2006. - Gravadora: EMI Music.                | —       | —       | —             | —                | —             | - MEX: Ouro    |
| Indispensable                                                                           | - Lançamento: 2010. - Gravadora: Siente Music.             | 16      | 172     | 3             | —                | 4             | —              |
| Mi Secreto de Amor                                                                      | - Lançamento: 2011. - Gravadora: Siente Music.             | 48      | —       | —             | 20               | 43            | —              |
| Un Lu*Jo com Joan Sebastian                                                             | - Lançamento: 2012. - Gravadora: Skalona Records.          | 3       | —       | —             | 1                | 4             | —              |
| Aquí Estoy                                                                              | - Lançamento: 2014. - Gravadora: Universal Music Latino.   | 39      | —       | 4             | —                | 9             | —              |
| Enamorada con Banda                                                                     | - Lançamento: 2017. - Gravadora: Universal Music Latino.   | 1       | —       | —             | 16               | 40            | - MEX: Ouro    |
| Brasileira                                                                              | - Lançamento: 2017. - Gravadora: Universal Music Brasil.   | —       | —       | —             | —                | —             | —              |
| Más Enamorada con Banda                                                                 | - Lançamento: 2018. - Gravadora: Universal Music Latino.   | 3       | —       | —             | —                | —             | —              |
| Sólo Me Faltabas Tú                                                                     | - Lançamento: 2019. - Gravadora: Universal Music.          | 2       | —       | —             | —                | —             | —              |
| "—" denota lançamentos que não se classificaram ou não foram lançados nesse território. |                                                            |         |         |               |                  |               |                |

### Álbuns ao vivo
| Título                                                                                  | Informações                                                | Posição | Posição       | Posição       | Certificações |
| Título                                                                                  | Informações                                                | MÉX     | EUA Latin Pop | EUA Top Latin | Certificações |
| --------------------------------------------------------------------------------------- | ---------------------------------------------------------- | ------- | ------------- | ------------- | ------------- |
| Un Lucero en la México                                                                  | - Lançamento: 1999. - Gravadora: Sony Music Internacional. | 1       | —             | —             | - MEX: Ouro   |
| En Vivo Auditorio Nacional                                                              | - Lançamento: 2007. - Gravadora: EMI Music.                | 25      | —             | —             | —             |
| En Concierto                                                                            | - Lançamento: 2013. - Gravadora: Universal Music Latino.   | 30      | 42            | 16            | —             |
| Enamorada en Vivo                                                                       | - Lançamento: 2018. - Gravadora: Universal Music Latino.   | —       | —             | —             | —             |
| Brasileira en Vivo                                                                      | - Lançamento: 2019. - Gravadora: Universal Music Brasil.   | —       | —             | —             | —             |
| "—" denota lançamentos que não se classificaram ou não foram lançados nesse território. |                                                            |         |               |               |               |

### Coletâneas
| Título                             | Informações                                       | Notas |
| ---------------------------------- | ------------------------------------------------- | ----- |
| Los Éxitos de Lucero               | - Lançamento: 1991. - Gravadora: Fonovisa.        | —     |
| Con Cariño y Sentimiento de Mexico | - Lançamento: 1995. - Gravadora: Fonovisa.        | —     |
| Historia de un Romance             | - Lançamento: 1997. - Gravadora: Fonovisa.        | —     |
| 20y20                              | - Lançamento: 2020. - Gravadora: Universal Music. | —     |

### Extended plays(EPs)
| Título          | Informações                                              | Notas |
| --------------- | -------------------------------------------------------- | ----- |
| Dona Desse Amor | - Lançamento: 2015. - Gravadora: Universal Music Latino. | —     |